# 稲葉正吉
稲葉 正吉（いなば まさよし）は、江戸時代前期の武士・旗本。美濃国青野領（知行5000石）の2代領主。
元和4年（1618年）、稲葉正成の十男として生まれる。寛永5年（1628年）、兄・正次が死去した際、その子・正能は僅か3歳という幼年だったため、代わりにその所領である美濃青野領5000石を相続し、旗本寄合席に列した。
寛永18年（1641年）4月22日に甲府城の守衛、正保2年（1645年）6月25日に浅草寺観音堂の造営奉行を務めた。慶安3年（1650年）11月19日には書院番頭に就任した。
明暦2年（1656年）7月3日、駿府城の護衛中、家臣の安藤甚五右衛門・松永喜内と男色問題のもつれから争いとなり、その末に殺害された。享年39。長男の正休が跡を継いだ。